# Rammsjötjärnen (Rätans socken, Jämtland)
Rammsjötjärnen är en sjö i Bergs kommun i Jämtland och ingår i Ljusnans huvudavrinningsområde. Sjön har en area på 0,225 kvadratkilometer och ligger 361,1 meter över havet. Sjön avvattnas av vattendraget Rammsjöån.

## Delavrinningsområde
Rammsjötjärnen ingår i det delavrinningsområde (691825-143812) som SMHI kallar för Utloppet av Rammsjötjärnen. Medelhöjden är 368 meter över havet och ytan är 2,1 kvadratkilometer. Räknas de 2 avrinningsområdena uppströms in blir den ackumulerade arean 14,94 kvadratkilometer. Rammsjöån som avvattnar avrinningsområdet har biflödesordning 3, vilket innebär att vattnet flödar genom totalt 3 vattendrag innan det når havet efter 244 kilometer. Avrinningsområdet består mestadels av skog (77 procent) och sankmarker (12 procent). Avrinningsområdet har 0,22 kvadratkilometer vattenytor vilket ger det en sjöprocent på 10,6 procent.